# Dvostruki grijeh
Dvostruki grijeh i druge priče (Izdana 1961.) je zbirka od 8 kratkih priča Agathe Christie.
Priče:
1. Dvostruki grijeh
2. Osinje gnijezdo
3. Pustolovina božićnog pudinga ili Krađa kraljevskog rubina
4. Krojačičina lutka
5. Greenshawova glupost
6. Dvostruki trag
7. Posljedna seansa
8. Utočište

## Radnja

### Dvostruki grijeh
Hastings nije sretan kad Poirot spominje umirovljenje i predlaže mu kratak odmor na sjeverozapadu Engleske. Na izletu na jezero Windermere Hastingsa očara suputnica Mary Durrant koja mu povjeri da nosi dragocjene antikvitete koje namjerava prodati klijentu. Kad su na putu starine ukradene, Hastings preuzima istragu. Svježe umirovljeni Poirot hini da ga krađa nimalo ne zanima.

### Osinje gnijezdo
Satnik Hastings otkrije spletku i tajnu na fotografiji dok se igra novim fotoaparatom na vrtnoj zabavi na kojoj je s Poirotom i inspektorom Jappom. Belgijski detektiv uskoro se nađe usred priče o ljubomori, osveti i osama, a Japp završi u bonici zbog upale slijepog crijeva.

### Krađa kraljevskog rubina
U londonskom restoranu pijani mladi princ otetura za prijateljicom koja mu je ukrala rubin neprocjenjive vrijednosti. Ministarstvo vanjskih poslova zove Poirota zbog krađe dragulja mušičavog nasljednika egipatskog prijestolja. Prihvativši slučaj od državnog interesa Poirot mora provesti Božić u kući jednog od rijetkih ljudi koji znaju za dragi kamen - egiptologa pukovnika Lacey.

### Dvostruki trag
Genijalni belgijski detektiv inače neosjetljiv na ženske čari zaljubi se prvi put u životu. Ti neuobičajeni osjećaji usmjereni su prema lijepoj ruskoj grofici Veri Rossakoff koju je upoznao istražujući četiri krađe dragulja među pripadnicima visokog društva. Dok je Poirot zaokupljen groficom, Hastings i gđica Lemon sami šeprtljavo istražuju zločin.

## Kontinuitet
Pustolovina božićnog pudinga ili Krađa kraljevskog rubina je prvi put objavljena u zbirci Pustolovina božićnog pudinga (1960.).

## Ekranizacija
Priče u kojima se pojavljuje Hercule Poirot ekranizirane su u TV seriji Poirot s Davidom Suchetom u glavnoj ulozi:
1. Dvostruki grijeh u drugoj sezoni (1990.)
2. Osinje gnijezdo u trećoj sezoni (1991.)
3. Krađa kraljevskog rubina u trećoj sezoni (1991.)
4. Dvostruki trag u trećoj sezoni (1991.)

## Poveznice
- Dvostruki grijeh  Arhivirana inačica izvorne stranice od 27. srpnja 2014. (Wayback Machine) na Agatha-Christie.net, najvećoj domaćoj stranici obožavatelja Agathe Christie